# スリカンス・キダンビ
スリカンス・キダンビ（英語: Srikanth Kidambi、ヒンディー語:  श्रीकांत किदम्बी、1993年2月7日 - ）は、インドの男子バドミントン選手。2021年、世界選手権においてインド人男子シングルス選手として初めて決勝に進出した。

## 経歴
2021年、世界選手権では、準決勝でラクシャ・センを破るなどし決勝に進出。決勝ではシンガポールのロー・ケンユーに敗れ、銀メダルを獲得した。